# Humphrey Waldo Sibthorp
Humphrey Waldo Sibthorp  (1713 — 1797 ) foi um botânico britânico.